# Liste von Schanzzeug gemäß den Kennblättern fremden Geräts D 50/14

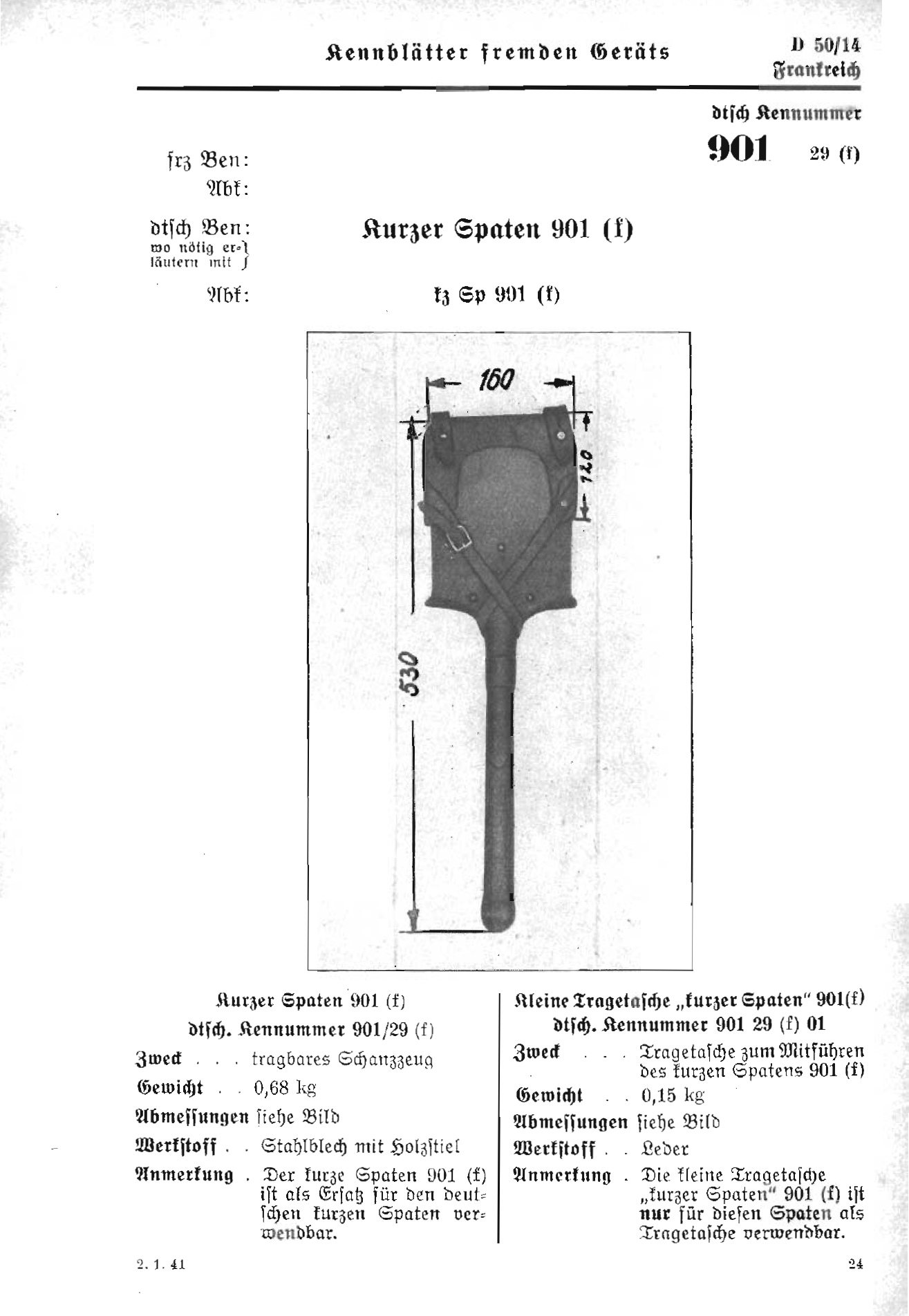
Kennblattbeispiel zu
D 50/14 Nr 901 28 (f)

In dieser Liste von Schanzzeug gemäß den Kennblättern fremden Geräts D 50/14 werden Fremdgeräte vom Typ Schanzzeug aufgeführt, die vom Heereswaffenamt verzeichnet wurden.
Nachfolgend ein Überblick/Auszug zur offiziellen Dokumentation Kennblätter fremden Geräts D 50/14: Pioniergerät.

## Hinweise zur Liste
Aufbau der Tabelle
Untenstehende Tabelle führt folgenden Spalteninhalte:
- dtsch. Kennnr. (deutsche Kenn-Nummer), dies entspricht dem Originalindex in den Kopfzeilen der Kennblätter mit Kennnummer, Stoffgebietenummer und Beutezeichen.
- Abk. dtsch. Ben. (Abkürzung deutsche Benennung), Originalbezeichnung entnommen aus der fünften Zeile der Kennblätter.
- Landesbez. nach HWA (Heereswaffenamt), Originalangaben entnommen aus der ersten Zeile der Kennblätter.
- (Wikipedia-Artikel) Link zum Wikipedia-Artikel in runden Klammern in der zweiten Zeile unter Landesbez. nach HWA.
- Bild, eine Bildauswahl aus Wikipedia für dieses Objekt.
- Bemerkungen, Originalangaben entnommen aus den erweiterten Angaben der Kennblätter.

 Info: Die in der Tabelle angegebenen Originaleinträge sollen nicht geändert werden, weil diese den Angaben aus den Kennblättern entsprechen. Nach neuerem Forschungsstand sind teilweise Errata in den Kennblättern erkannt worden. Diese werden unten im Abschnitt Anmerkungen jeweils zur Kenn-Nummer erläutert. Die Wikilinks in den runden Klammern sollten das Lemma der entsprechenden Artikel in Wikipedia enthalten.

## Tabellarische Übersicht
| dtsch. Kennr. | Abk. dtsch. Ben.              | Landesbez.nach HWA (Wikipedia-Artikel) | Bild                                         | Bemerkungen                                                                              |
| ------------- | ----------------------------- | -------------------------------------- | -------------------------------------------- | ---------------------------------------------------------------------------------------- |
| 901 29 (f)    | kurzer Spaten 901 (f)         | in D 50/14 keine Angabe ( )            |                                              | tragbares Schanzzeug, Stahlblech mit Holzstiel                                           |
| 901 29 (f) 01 | kleine Tragetasche 901/01 (f) | in D 50/14 keine Angabe ( )            | Tragetasche für kurzen Spaten 901 (f), Leder |                                                                                          |
| 901 29 (f) 02 | große Tragetasche 901/02 (f)  | in D 50/14 keine Angabe ( )            |                                              | Tragetasche für kurzen Spaten 901 (f), Leder                                             |
| 931 29 (f)    | tragbares Beil 931 (f)        | in D 50/14 keine Angabe ( )            |                                              | tragbares Schanzzeug, Stahl mit Holzstiften, für Wehrmacht nicht verwendbar              |
| 931 29 (f) 01 | Tragetasche Beil 931/01 (f)   | in D 50/14 keine Angabe ( )            |                                              | Tragetasche für Beil 931 (f), Leder                                                      |
| 941 29 (f)    | Drahtschere 941 (f)           | in D 50/14 keine Angabe ( )            |                                              | loses Schanzzeug, Stahl mit nicht isolierten Holzgriffen, für Wehrmacht nicht verwendbar |
| 961 29 (f)    | Buschmesser 961 (f)           | in D 50/14 keine Angabe ( )            |                                              | loses Schanzzeug, Stahl mit Holzgriff                                                    |